# Blek grönbulbyl
Blek grönbulbyl (Phyllastrephus cabanisi) är en fågel i familjen bulbyler inom ordningen tättingar. Den förekommer i bergsskogar i centrala Afrika. Beståndet anses vara livskraftigt.

## Utseende och läte
Blek grönbulbyl är en typisk färglös medelstor bulbyl med lång näbb och lång stjärt. Fjäderdräkten varierar geografiskt, med mer gulaktig undersida hos västliga fåglar, medan östliga är mer vitaktiga. Vanligtvis uppvisar den en tydlig ljus ögonring. Arten liknar ljusnäbbad grönbulbyl men är större, med mörkare näbb och ben samt ofta gulaktig ton på undersidan. Den påminner även om arterna brun grönbulbyl och markgrönbulbyl, men är mer olivgrön på ryggen och gulaktig under. Lätet inleds långsamt och pratigt för att sedan accelerera till en raspig stigande och fallande serie.

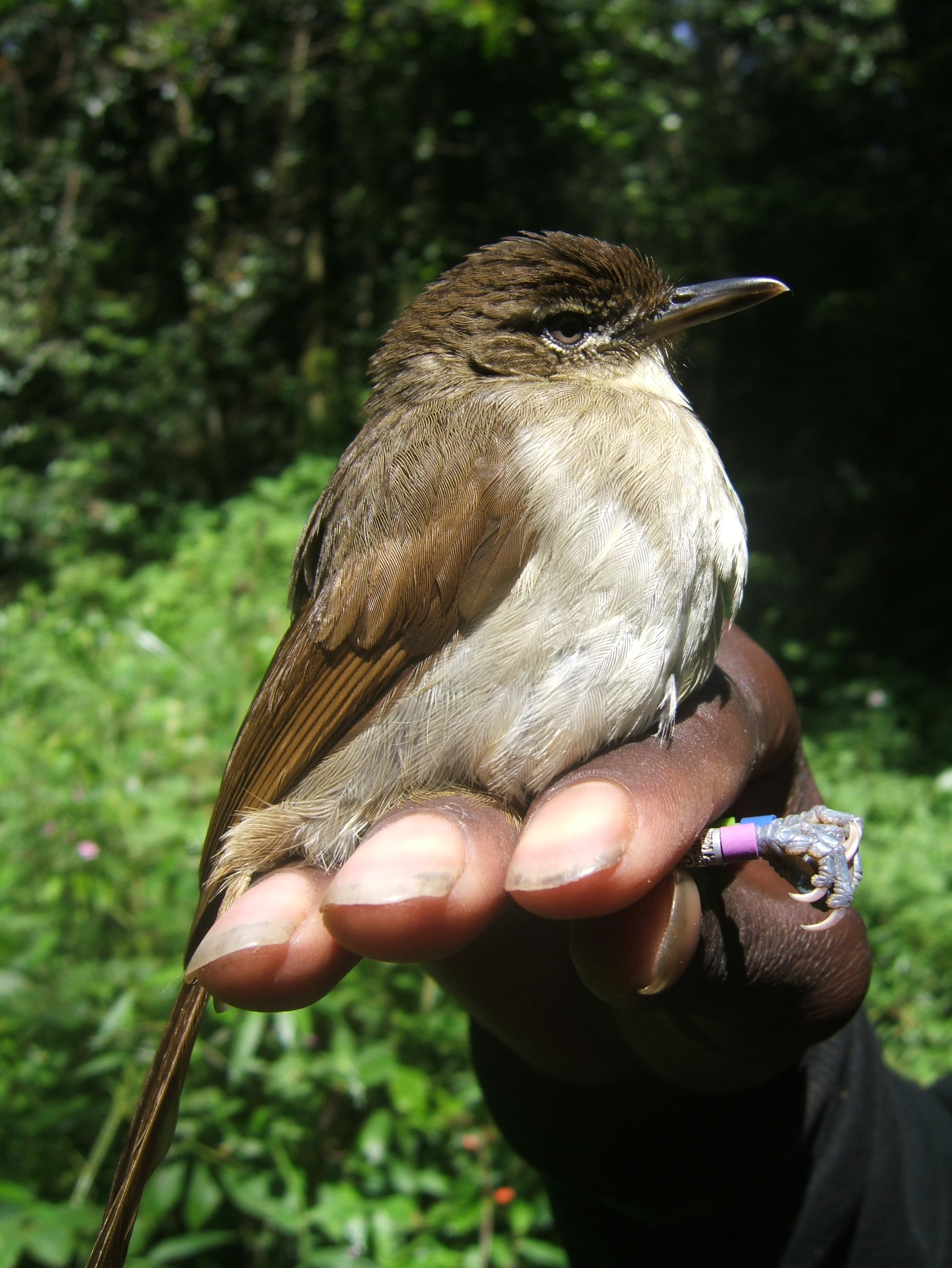

## Utbredning och systematik
Blek grönbulbyl förekommer i Afrika, från Sydsudan och Kenya söderut till Zambia, Angola och Moçambique. Den delas in i fem underarter i två grupper med följande utbredning:
- Phyllastrephus cabanisi placidus – norra Kenya till Tanzania, nordöstra Zambia, Malawi och nordöstra Moçambique
- cabanisi-gruppen
  - Phyllastrephus cabanisi sucosus – östra Demokratiska republiken Kongo till sydligaste Sydsudan, Uganda, Rwanda, västra Kenya och nordvästra Tanzania
  - Phyllastrephus cabanisi cabanisi – högländerna i västra Angola till sydöstra Demokratiska republiken Kongo, Zambia och sydvästra Tanzania
  - Phyllastrephus cabanisi nandensis – västra Kenya (norra Nandi Hills)
  - Phyllastrephus cabanisi ngurumanensis – sydvästra Kenya (Nguruman Hills)

Underarterna sucosus och ngurumanensis inkluderas ofta i nominatformen. Underarten placidus urskildes tidigare som den egna arten ljus grönbulbyl.

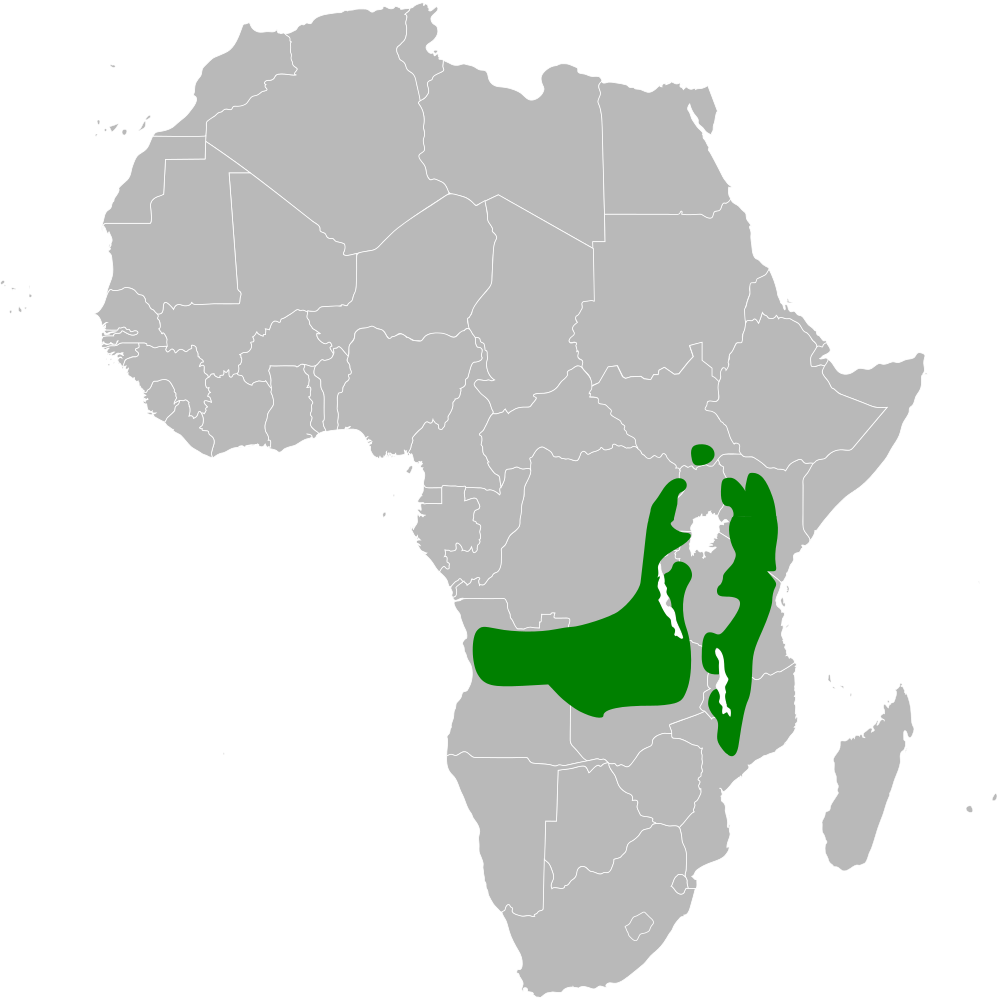
Bleka grönbulbylens utbredningsområde.

## Levnadssätt
Blek grönbulbyl hittas i skogsområden på medelhög till hög höjd. Där ses den i tät undervegetation upp till skogens mellersta skikt, vanligen i små grupper.

## Status
Arten har ett stort utbredningsområde och beståndet anses vara stabilt. Internationella naturvårdsunionen IUCN listar den därför som livskraftig (LC).

## Namn
Fågelns svetenskapliga artnamn hedrar Jean Louis Cabanis (1816-1906), tysk ornitolog och grundare av Journal für Ornithologie 1853. Tidigare kallades den cabanisgrönbulbyl även på svenska, men tilldelades 2024 ett mer informativt namn, katangabulbyl av BirdLife Sveriges taxonomikommitté. Sedan taxonet placidus inkluderas i arten justerades namnet till blek grönbulbyl. Den har även kallats särskrivet Cabanis grönbulbyl.